# Anna Q. Nilsson

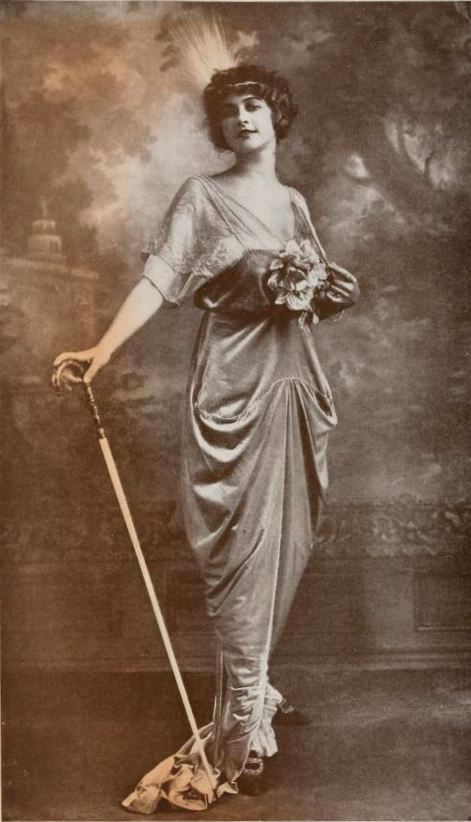
Retrat del 1914 per al Motion Picture Story Magazine.

Anna Quirentia Nilsson, més coneguda com a Anna Q. Nilsson (Ystad, Suècia, 30 de març de 1888 – Sun City, Califòrnia, 11 de febrer de 1974), va ser una actriu d’origen suec que desenvolupà tota la seva carrera als Estats Units. Va ser la primera actriu del seu país a aconseguir un èxit notable a Hollywood, abans de l’aparició de Greta Garbo o Ingrid Bergman.

## Biografia

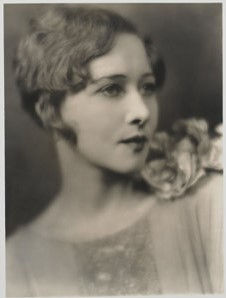
Retrat dels anys 20

Anna Quirentia Nilsson (el seu nom artístic era Anna Q. Nilsson) va néixer el 1888 a Ystad, un poble de Comtat d'Escània a Suècia. Als 8 anys la seva família es traslladà a Hasslarp per motius laborals i feu allà els seus estudis. Treballant en una fleca, la filla del propietari que vivia als Estats Units va venir de visita i li encomanà la “febre americana”. El 1905 va emigrar als Estats Units i va començar a treballar com a mainadera. Poc després va esdevenir la primera model de l’il·lustrador Penrhyn Stanlaws i una de les més pagades. Com a alternativa a la feina de model, i sense cap experiència teatral intentar fer el salt al cinema de la mà de la Kalem que la contractà per fer d’extra en una pel·lícula d'Alice Joyce i després li donà l’alternativa a “Molly Pitcher” (1911) durant el rodatge de la qual patí el primer dels seus molts accidents en caure del cavall.
Amb la Kalem, una de les primers companyies a donar publicitat al nom dels actors, arribà a ser la principal actriu amb pel·lícules com el serial “The Hazards of Helen” (1914) o en la primera pel·lícula de por “The Haunted House of Wild Isle” (1915). A finals del 1915 Nilsson abandonà la Kalem per actuar com a freelance. Aprofitant la seva versatilitat, comença a aparèixer en comèdies i esdevingué coneguda pel seu instint en escollir bons papers malgrat que fossin petits. El 1916 es va casar amb Guy Coombs de qui es divorcià l’any següent.
Entre les pel·lícules més memorables en el cinema mut com a freelance cal destacar “The Spoilers” (1923) i “Inez from Hollywood” (1924). El 1922, l’actriu va patir cremades durant el rodatge d’una escena de la pel·lícula “Hearts Aflame” (1923) en que dalt d’una locomotora havia de creuar un bosc en flames, però sortosament va poder continuar la seva carrera. El 1923 es va casar amb John M. Gunnerson, de Los Angeles de qui també es divorciaria el 1925.
El 1926 era la dona més popular de Hollywood. Després de treballar sense parar durant molts anys, Nilsson va decidir prendre’s un temps sabàtic i comprà una casa a Malibú. El 1928 es va retirar en trencar-se el maluc com a conseqüència d’una caiguda d’un cavall. Les cures efectuades foren defectuoses i hagués de passar pel quiròfan per reparar el mal fet cosa que la va confinar durant tres anys primer en un hospital i després a Suècia de convalescència on visqué amb la seva família. Això acabà definitivament amb la seva carrera com a estrella però no suposà que abandonés el món del cinema. Amb l’arribada del sonor la carrera de Nilsson va entrar en un fort declivi tot i que va continuar interpretant petits papers, sovint sense sortir als crèdits fins a mitjans de la dècada de 1950. Entre 1930 i 1950, va participar en 39 pel·lícules sonores en papers menors. Morí d’un atac de cor l’onze de febrer de 1974.

## Filmografia
- The Express Envelope (1911
- Molly Pitcher (1911)
- The Flash in the Night (1911)
- Two Spies (1912)
- Battle of Pottsburg Bridge (1912)
- Victim of Circumstances (1912)
- Tide of Battle (1912)
- War's Havoc (1912)
- 'Fighting' Dan McCool (1912)
- Under a Flag of Truce (1912)
- The Drummer Girl of Vicksburg (1912)
- The Filibusterers (1912)
- The Bugler of Battery B (1912)
- The Siege of Petersburg (1912)
- The Soldier Brothers of Susanna (1912)
- The Prison Ship (1912)
- Saved from Court Martial (1912)
- The Darling of the CSA (1912)
- A Railroad Lochinvar (1912)
- The Grit of the Girl Telegrapher (1912)
- The Confederate Ironclad (1912)
- His Mother's Picture (1912)
- The Girl in the Caboose (1912)
- The Fraud at the Hope Mine (1912)
- Battle in the Virginia Hills (1912)
- The Farm Bully (1912)
- The Toll Gate Raiders (1912)
- A Treacherous Shot (1913)
- The Turning Point (1913)
- The Grim Toll of War (1913)
- Prisoners of War (1913)
- The Battle of Bloody Ford (1913)
- A Mississippi Tragedy (1913)
- The Infamous Don Miguel (1913)
- Captured by Strategy (1913)
- John Burns of Gettysburg (1913)
- The Gypsy's Brand (1913)
- Shenandoah (1913)
- Shipwrecked (1913)
- The Fatal Legacy (1913)
- Retribution (1913)
- The Breath of Scandal (1913)
- The Counterfeiter's Confederate (1913)
- A Man in the World of Men (1913)
- Uncle Tom's Cabin (1913)
- A Shot in the Night (1914)
- Tell-Tale Stains (1914)
- Perils of the White Lights (1914)
- The Secret of the Will (1914)
- Regeneration (1914)
- Wolfe; o, The Conquest of Quebec (1914)
- A Diamond in the Rough (1914)
- The Man with the Glove (1914)
- The Ex-Convict (1914)
- The Man in the Vault (1914)
- The Hazards of Helen (1914)
- In the Hands of the Jury (1915)
- Barriers Swept Aside (1915)
- The Night Operator at Buxton (1915)
- The Siren's Reign (1915)
- The Second Commandment (1915)
- The Haunted House of Wild Isle (1915)
- The Destroyer (1915)
- A Sister's Burden (1915)
- Rivals (1915)
- The Haunting Fear (1915)
- Hiding from the Law (1915)
- The Game of Life (1915)
- Regeneration (1915)
- Voices in the Dark (1915)
- The Night of the Embassy Ball (1915)
- Barbara Frietchie  (1915)
- Sowing the Wind (1916)
- The Tight Rein (1916)
- Puppets of Fate (1916)
- The Scarlet Road (1916)
- The Supreme Sacrifice (1916)
- Her Surrender (1916)
- The Lost Paradise (1916)
- Infidelity (1917)
- The Moral Code (1917)
- The Inevitable (1917)
- The Silent Master (1917)
- Seven Keys to Baldpate (1917)
- Over There (1917)
- Heart of the Sunset (1918)
- The Trail to Yesterday (1918)
- No Man's Land (1918)
- In Judgment of... (1918)
- The Vanity Pool (1918)
- Ravished Armenia (1918)
- Cheating Cheaters (1919)
- Venus in the East (1919)
- The Way of the Strong (1919)
- A Very Good Young Man (1919)
- The Love Burglar (1919)
- A Sporting Chance (1919)
- Her Kingdom of Dreams (1919)
- Soldiers of Fortune (1919)
- The Luck of the Irish (1920)
- The Thirteenth Commandment (1920) >
- The Toll Gate (1920)
- The Figurehead (1920)
- One Hour Before Dawn (1920)
- The Fighting Chance (1920)
- In the Heart of a Fool (1920)
- The Brute Master (1920)
- What Women Will Do (1921)
- Without Limit (1921)
- The Oath (1921)
- Why Girls Leave Home (1921)
- The Lotus Eater (1921)
- Ten Nights in a Bar Room (1921)
- Three Live Ghosts (1922)
- A Trip to Paramountown (1922)
- The Man from Home (1922)
- Pink Gods (1922)
- Hearts Aflame (1923)
- Värmlänningarna (1923)
- The Isle of Lost Ships (1923)
- The Rustle of Silk (1923)
- The Spoilers (1923)
- Hollywood (1923)
- Adam's Rib (1923)
- Ponjola (1923)
- Thundering Dawn (1923)
- Innocence (1923)
- Enemies of Children (1923)
- The Judgment of the Storm (1924)
- Half-A-Dollar Bill (1924)
- Painted People (1924)
- Flowing Gold (1924)
- Between Friends (1924)
- Broadway After Dark (1924)
- The Side Show of Life (1924)
- The Fire Patrol (1924)
- The Breath of Scandal (1924)
- Vanity's Price (1924)
- Inez from Hollywood (1924)
- If I Marry Again (1925)
- The Top of the World (1925)
- One Way Street (1925)
- The Talker (1925)
- Winds of Chance (1925)
- The Splendid Road, regia di Frank Lloyd (1925)
- Too Much Money (1926)
- Her Second Chance (1926)
- The Greater Glory (1926)
- Miss Nobody (1926)
- Midnight Lovers (1926)
- The Masked Woman (1927)
- Easy Pickings (1927)
- Babe Comes Home (1927)
- Lonesome Ladies (1927)
- Sorrell and Son (1927)
- The Thirteenth Juror (1927)
- The Whip (1928)
- Blockade (1928)
- The World Changes (1933)
- School for Girls (1934)
- The Little Minister (1934)
- Wanderer of the Wasteland (1935)
- Behind the Criminal (1937)
- Paradise for Three (1938)
- Prison Farm (1938)
- The Trial of Mary Dugan (1941)
- The People vs. Dr. Kildare (1941)
- Riders of the Timberline (1941)
- Van morir amb les botes posades (1941)
- Girls' Town (1942)
- The Great Man's Lady (1942)
- I Live on Danger (1942)
- Crossroads (1942)
- Headin' for God's Country (1943)
- Cry 'Havoc (1943)
- The Valley of Decision (1945)
- The Sailor Takes a Wife (1945)
- The Secret Heart (1946)
- The Farmer's Daughter (1947)
- Cynthia (1947)
- It Had to Be You (1947)
- Fighting Father Dunne (1948)
- El noi dels cabells verds (1948)
- Totes les noies s'haurien de casar (1948)
- In the Good Old Summertime (1949)
- Adam's Rib (1949)
- Malaya (1949)
- The Big Hangover (1950)
- Sunset Boulevard (1950)
- Grounds for Marriage (1951)
- Show Boat (1951)
- The Law and the Lady (1951)
- Un americà a París (1951)
- The Unknown Man (1951)
- Fearless Fagan (1952)
- The Great Diamond Robbery (1954)
- Set núvies per a set germans (1954)